# Citycon
Citycon ist ein finnisches Unternehmen, das Einkaufszentren und andere Gewerbeimmobilien in Nordeuropa besitzt, entwickelt und betreibt. Es ist Mitglied der EPRA.
Zu den größten Objekten unter Verwaltung von Citycon zählen die Einkaufszentren Iso Omena in Espoo und Kista Galleria in Stockholm.

## Geschichte
Citycon wurde 1988 von den Unternehmen Sampo, Imatran Voima, Rakennustoimisto A. Puolimatka und Postipankki gegründet, und die Aktien werden seit dem 22. November 1988 an der Börse Helsinki gehandelt. Ursprünglich wurde in Büroflächen investiert, ehe im Jahr 1997 die Neuausrichtung auf Gewerbeimmobilien erfolgte.
Im Jahr 2005 begann das Unternehmen nach Schweden und Estland zu expandieren. Im August 2007 erwarb Citycon das Einkaufszentrum Iso Omena in Espoo für rund 329 Millionen Euro, gab im Folgejahr aber 40 % an den singapurianischen Staatsfonds GIC weiter. Im Oktober 2014 kaufte Citycon die Anteile zurück.
Im Dezember 2012 kaufte das Unternehmen mit dem kanadischen Pensionsfonds Canada Pension Plan Investment Board (CPPIB) die Kista Galleria in Stockholm. Zum Ende des Jahres 2014 besaß Citycon 35 Einkaufszentren und 25 andere Gewerbeimmobilien. Von den Einkaufszentren befanden sich 21 in Finnland, 10 in Schweden, 3 in Estland und eines in Dänemark.
Im Mai 2015 übernahm Citycon für 1,47 Milliarden Euro die Sektor Gruppen, einen Betreiber von 20 Einkaufszentren in Norwegen.